# Hobey Baker
Hobart Amory Hare Baker, znan kot Hobey Baker, ameriški nogometaš, hokejist in letalec, * 15. januar 1892, Bala Cynwyd, Pensilvanija, ZDA, † 21. december 1918, Tours, Francija.
Baker je edini član tako hrama slavnih College Football Hall of Fame kot Hokejskega hrama slavnih lige NHL. Nagrada Hobey Baker Award se danes v njegov spomin podeljuje najboljšemu igralcu v kolegiatni ligi. 

## Življenje
Baker se je rodil v Bala Cynwyd, predmestju Filadelfije. Obiskoval je šolo St. Paul's School, kjer je bil njegov hokejski trener Malcolm Gordon. Diplomiral je leta 1909. 
Leta 1910 se je vpisal na Univerzo Princeton. V času, ki ga je preživel na univerzi, je bil izvoljen v Ivy Club, medtem ko je tudi igral bejzbol, nogomet in hokej. Ker so pravila Princetona dovoljevala študentom aktivno sodelovanje pri le dveh športih, se je po prvem letu odpovedal bejzbolu in se osredotočil na nogomet in hokej. Do diplomiranja je povedel Princeton do državnega naslova v nogometu (1911) in dveh državnih naslovov v hokeju na ledu (1912 in 1914). Baker je bil slaven, tudi zato ker je odklonil nošnjo zaščite za glavo pri nogometu in zato ker je bil v celotnem obdobju na Princetonu le enkrat kaznovan na hokejski tekmi. 
Po diplomi je delal v banki J. P. Morgan Bank v New Yorku in igral za hokejski klub New York St. Nicholas iz Manhattna, ki je bil tedaj eden najboljših amaterskih klubov v ZDA. (Profesionalizma v ameriškem hokeju na ledu tedaj še ni bilo.) Ko je država leta 1917 vstopila v prvo svetovno vojno, se je kot pilot javil v vojsko in krenil proti Evropi. Do leta 1918 je bil član letalske službe United States Army Air Service in poveljeval 103. eskadrilji, katere člani so bili večinoma veterani Lafayette Escadrille. Svoje letalo Spad XIII je poslikal v oranžni in črni barvi v čast svoji almi mater, Princetonu. 
V nasprotju z zapisi časopisov v njegovem času Baker ni bil letalski as. Namesto potrebnih 5 je potrjeno, da je ubil tri ljudi. Kljub temu mu je francoska vlada za njegove zasluge podelila Croix de Guerre. Samo nekaj tednov po sklenjenem premirju in koncu vojne je umrl v strmoglavljenju blizu Toula. Do nesreče je prišlo, ko je testiral novo popravljenega Spada, enega od letal iz skvadrona. Ironično so njegov ukaz za vrnitev domov v ZDA našli v žepu njegovega jopiča. Pokopan je na pokopališču West Laurel Hill Cemetery, Bala Cynwyd, Pensilvanija.

## Pregled hokejske kariere
Odebeljeno - reprezentančni nastopi, glej tudi Statistika pri hokeju na ledu.
| Moštvo                      | Liga | Sezona |    | Redni del | Redni del | Redni del | Redni del | Redni del | Redni del |   | Končnica | Končnica | Končnica | Končnica | Končnica | Končnica |
| --------------------------- | ---- | ------ | -- | --------- | --------- | --------- | --------- | --------- | --------- | - | -------- | -------- | -------- | -------- | -------- | -------- |
| Moštvo                      | Liga | Sezona | OT | G         | P         | T         | +/-       | KM        | OT        | G | P        | T        | +/-      | KM       |          |          |
| Princeton University Tigers | Ivy  | 13/14  |    | 11        | 12        | 0         | 12        |           | 2         |   |          |          |          |          |          |          |
| New York St. Nicholas       | AAHL | 14/15  |    | 8         | 17        | 0         | 17        |           |           |   |          |          |          |          |          |          |
| New York St. Nicholas       | AAHL | 15/16  |    | 7         | 9         | 0         | 9         |           |           |   | 3        | 1        | 0        | 1        |          |          |
| Skupaj                      |      |        |    | 26        | 38        | 0         | 38        |           | 2         |   | 3        | 1        | 0        | 1        |          |          |

## V književnosti
F. Scott Fitzgerald, ki je obiskoval Princeton tri leta za Bakerjem, se ga je spomnil dvakrat v romau Tostran raja. Protagonist v romanu se imenuje Amory Blaine, kar je neposredna povezava z Bakerjevim imenom. Še en lik v romanu, Allenby, je osnovan na Fitzgeraldovih vtisih o Bakerju. 
Roman Hurrah! For the Next Man Who Dies Marka Goodmana (1985) je predelan opis Bakerjevega življenja na Princetonu in v prvi svetovni vojni, kot ga je podal eden njegovih prijateljev in sošolcev. 

## Zapuščina
Bakerja se ne šteje samo kot enega največjih hokejistov svojega časa, temveč tudi kot prvega velikega ameriškega hokejista. Leta 1945 je bil sprejet v Hokejski hram slavnih lige NHL, leta 1973 pa še v Ameriški hokejski hram slavnih, oboje kot originalni član hrama. Leta 1975 je bil sprejet še v 
College Football Hall of Fame.  
Danes se najboljšemu hokejistu ameriške kolegiatne lige letno podeljuje nagrada Hobey Baker Memorial Award. V njegov spomin se imenuje tudi Hobey Baker Memorial Rink, drsališče v Princetonu. V St. Paulu hokejisti tekmujejo za nagrado, znano kot "Hobey's Stick" ("Hobeyjeva palica"). 

## Biografije
- "The Legend of Hobey Baker" - John Davies
- "Hobey Baker, American Legend" - Emil R. Salvini (2006 Honor Book, New Jersey Council for the Humanities)